# 馬達沃斯卡 (緬因州普查規定居民點)
馬達沃斯卡（英語：Madawaska）是位於美國緬因州阿魯斯圖克縣的一個普查規定居民點。

## 人口
根據2020年美國人口普查的數據，馬達沃斯卡的面積為13.97平方千米，當中陸地面積為13.71平方千米，而水域面積為0.26平方千米。當地共有人口2797人，而人口密度為每平方千米200.21人。